# Prea sărac
Prea sărac este o operă literară scrisă de Ion Luca Caragiale împreună cu Dimitrie Teleor. 